# Koszmar z ulicy Wiązów (film 2010)
Koszmar z ulicy Wiązów (ang. A Nightmare on Elm Street) – filmowy horror produkcji amerykańskiej, którego premiera kinowa odbyła się w drugim kwartale 2010 roku. Remake Koszmaru z ulicy Wiązów (1984) Wesa Cravena, w zamyśle twórców mający wskrzesić filmową serię o tym samym tytule. Film został wyreżyserowany przez Samuela Bayera.

## Fabuła
Dean siedzi w knajpce. Chce zamówić kawę, ale kelnerka odchodzi. Zirytowany mężczyzna podąża za nią. Okazuje się, że znalazł się w dziwnej kotłowni. Nagle zostaje złapany przez dziwną, palczastą rękę. Budzi się w tej samej kawiarni. Dosiada się do niego Kris. Dean opowiada jej o swoich koszmarach. Kris mówi, żeby się nie przejmował i odchodzi. Mężczyzna przez chwilę siedzi sam przy stoliku, gdy nagle pojawia się tajemniczy mężczyzna ze spaloną twarzą, łapie go i przykłada mu nóż do gardła. Kris się odwraca i widzi jak Dean szamoce się sam ze sobą, powtarzając „nie jesteś prawdziwy!”, po chwili podrzyna sobie gardło.
Jest pogrzeb. Kris zauważa, że nad grobem stoi mała dziewczynka, rzucająca kwiaty. Nagle odwraca się w jej stronę. Na jej sukience widnieją ślady pazurów. Z grobu wychyla się ręka i wciąga ją ze sobą. Kris otrząsa się jakby ze snu. Pogrzeb dobiegł końca. Kris rozmawia ze swoim byłym chłopakiem o tym co działo się w kawiarni. Pojawia się Nancy, kelnerka, mówiąc, że wie co się stało. Chłopak odgania ją, mówiąc, że Kris jest zmęczona. W domu dziewczyna szuka na strychu zdjęć z dzieciństwa. Znajduje starą lalkę i sukienkę z dziurami, taką jaką miała tamta dziewczynka. Nagle szponiasta ręka łapie ją za ramię. Okazuje się jednak, że to tylko sen. Następnego dnia Kris idzie do szkoły. Na zajęciach otwiera książkę i widzi w niej zdjęcie takich samych pazurów jak w jej śnie. Wszystko staje się nagle stare, dziewczyna siedzi sama w ławce, a nauczycielem jest Freddy. Podchodzi do niej i obcina jej kosmyk włosów. Kris krzyczy na cały głos, okazuje się, że jest znowu w klasie, a na jej książce leży ten sam kosmyk, obcięty przez Freddy’ego.
Wieczorem Kris jest sama w domu i boi się zasnąć. Przez okno przychodzi jej chłopak i mówi jej, że też miewa koszmary. Postanawia zostać na noc. Idą spać. Nagle Kris się budzi. Wychodzi do ogrodu, szukając psa. Nagle zauważa Freddy’ego, który mówi „tylko go głaskałem”. Dziewczyna ucieka do domu. W tym czasie budzi się jej chłopak i widzi Kris miotającą się po łóżku. Nagle ciało dziewczyny unosi się do góry, jakaś niewidzialna siła miota nią po całym pokoju, następnie Kris zawisa w powietrzu a niewidzialne pazury rozszarpują jej brzuch. Przerażony chłopak ucieka do Nancy i mówi jej co zaszło. Następnie ucieka, ale łapie go policja. Chłopak siedzi w więzieniu. Niespodziewanie przychodzi policjant oznajmiając, że rodzina wpłaca za niego kaucję. Chłopak wychodzi na korytarz, okazuje się jednak, że znalazł się w kotłowni. Pojawia się Freddy i rozszarpuje go. W tym czasie Nancy idzie do biblioteki, gdzie spotyka kolegę. Ten mówi, że też ma koszmary. Kiedy Nancy wraca, idzie się wykąpać. Przysypia w wannie, gdzie pojawia się ręka Freddy’ego. Dziewczyna budzi się. Następnego dnia mówi koledze, że słyszy ciągle piosenkę „one, two Freddy’s coming for you!”. Postanawiają zapytać się jej matki, kto to był Freddy. Ta mówi, że był ogrodnikiem pracującym w przedszkolu do którego chodzili wszyscy, Kris, Nancy i inni. Freddy Krueger był tam ogrodnikiem, którego oskarżono o pedofilię. Nie chciała jednak powiedzieć, co się z nim stało.
Kolega Nancy idzie na basen. Wpadając do wody widzi dziwną scenę, Freddy uciekając wpada do starego budynku. Gonią go mieszkańcy miasta. Nagle jeden z nich podpala budynek, w którym ukrył się Freddy. Całość eksploduje. Po tej wizji Quentin i Nancy udają się do starego przedszkola. Odnajdują tam zdjęcia, świadczące o tym, że Freddy rzeczywiście był pedofilem. Nancy zapada w sen, ściąga Freddiego do świata rzeczywistego i obcina mu głowę. Oboje podpalają to miejsce. Przyjeżdża karetka i zabiera ich z miejsca wydarzenia. Policjanci rozmawiający ze sobą, mówią, że w domu nie znaleziono żadnego ciała. Ostatnia scena dzieje się w domu Nancy. Podczas rozmowy z matką nagle z lustra wyłania się ręka Freddy’ego, zabija matkę dziewczyny a potem wciąga ją do lustra.

## Obsada
- Jackie Earle Haley – Freddy Krueger
- Rooney Mara – Nancy Holbrook
- Kyle Gallner – Quentin Smith
- Katie Cassidy – Kris Fowles
- Thomas Dekker – Jesse Braun
- Kellan Lutz – Dean Russell
- Clancy Brown – Alan Smith
- Connie Britton – dr Gwendoline „Gwen” Holbrook
- Lia D. Mortensen – Nora Fowles
- Julianna Damm – mała Kris
- Christian Stolte – ojciec Jessego

## Produkcja
Projekt – wyprodukowany przez studio Platinum Dunes – kręcony był od 5 maja do 10 lipca 2009 roku. Lokacje atelierowe obejmowały miejscowości w stanach Illinois i Indiana.
W głównej negatywnej roli, jako demoniczny Freddy Krueger, wystąpił laureat nominacji do Oscara, Jackie Earle Haley, podczas gdy Rooney Mara wcieliła się w postać nastoletniej protagonistki, Nancy Holbrook. Na planie zdjęciowym towarzyszyli im aktorzy drugoplanowi: Thomas Dekker, Kyle Gallner, Kellan Lutz, Clancy Brown, Katie Cassidy oraz Connie Britton.

## Odbiór filmu
Film został negatywnie odebrany przez krytyków, co zaowocowało wynikiem 15% na stronie Rotten Tomatoes.